# 葉小鸞

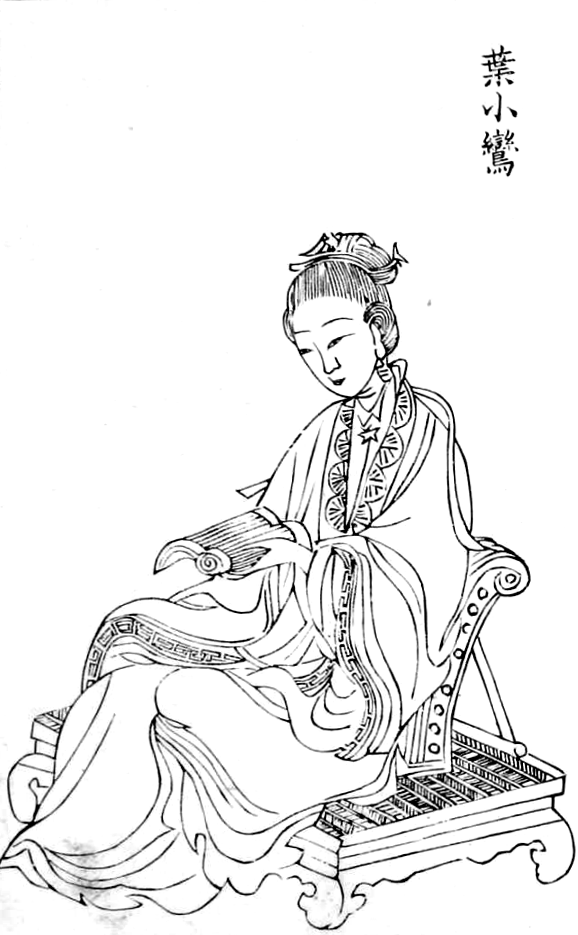
《百美新咏图传》叶小鸾

葉小鸞（1616年—1632年），字瓊章，又字瑤期，南直隸蘇州府吳江縣人，明朝女詩人。

## 生平
葉小鸞四歲時就能誦讀《楚辭》，十歲時能寫對句。
崇禎四年（1631年）八月，父葉紹袁仿效李攀龍《秋日村居詩八首》，沈宜修、葉紈紈、葉小紈、葉世佺、葉小鸞都有詩和之。
葉家中婢女隨春，容易臉紅，葉小鸞曾為她寫成一闕《浣溪沙》。
葉小鸞虛歲十七歲時，準備要嫁給崑山張魯唯長子張立平，結果在出嫁前五天去世，長姊葉紈紈因此過度哀傷而病逝。其所創作的詩被其父收入《疏香閣遺集》中。

## 家族

### 父母
- 葉紹袁，字仲韶，號天寥道人，工部主事。
- 沈宜修，字宛君，山東按察司副使沈珫之女。

### 兄弟姊妹
- 葉世佺，字雲期（長兄），有《祭亡姊昭齊文》。
- 葉世偁，字聲期（次弟）
- 葉世傛，字威期（三弟）
- 葉世侗，字開期（四弟）
- 葉世儋，字遐期（五弟）
- 葉燮，原名世倌，字星期，號己畦（六弟）
- 葉孚，原名世倕，字工期（七弟）
- 葉世儴（八弟）
- 葉紈紈，字昭齊（長姊）
- 葉小紈，字蕙綢（次姊），著有雜劇《鴛鴦夢》。
- 四妹失載
- 葉小繁，字千纓（五妹）